# Julian Steward
Pour les articles homonymes, voir Haynes et Steward.
Julian Haynes Steward (1902-1972) est un anthropologue américain connu pour son rôle dans le développement de théories sur l'évolution socio-culturelle et les structures culturelles. Steward a plus particulièrement élaboré une théorie visant à étudier l'impact de l'environnement sur les Hommes et leurs comportements : l'écologie culturelle. Cette dernière aura une influence pérenne sur l'anthropologie et l'archéologie nord-américaine.
Steward a eu une longue carrière universitaire dans plusieurs grandes universités américaines, où il a beaucoup contribué au développement des départements d'anthropologie. Il a dirigé de 1946 à 1959 la publication en sept volumes du Handbook of South American Indians pour la Smithsonian Institution à Washington.

## Quelques publications
- 1937 : « The economic and social basis of primitive bands », in R. H. Lowie (dir.), Essays on Anthropology in Honor of Alfred Louis Kroeber, p. 311-50
- 1938 : « Ecological aspects of southwestern society », in Anthropos, n° 32, p. 87-104
- 1941 : « Basin Plateau Aboriginal Sociopolitical Groups ». Bureau of American Ethnology, Bulletin, n° 120
- 1943 : « Determinism in primitive society? », in Scientific Monthly, n° 53, p. 491-501
- 1947 : « Acculturation and the Indian problem ». America Indigena, n° 3, p. 323-28
- 1951 : « American culture history in the light of South America ». Southwestern Journal of Anthropology, n° 3, p. 85-107
- 1956 : « Level of sociocultural integration : an operational concept », in Southwestern Journal of Anthropology, n° 7, p. 374-90
- 1969 : « Cultural evolution », in Scientific American, n° 194, p. 69-80
- 1969 : « Limitations of applied anthropology: the case of the American Indian New Deal», in Journal of the Steward Anthropological Society, 1, p. 1-17